# Bluesky
Bluesky, známá též jako Bluesky Social, je mikroblogovací sociální platforma a veřejně prospěšná společnost se sídlem ve Spojených státech amerických. Generální ředitelkou společnosti je Jay Graber, spoluzakladatel sítě X Jack Dorsey a tvůrce XMPP Jeremie Miller zasedají v její správní radě.
Bluesky vznikla v roce 2019 jako iniciativa společnosti Twitter, Inc. (od roku 2023 X Corp.) s cílem vyvinout to, co bylo popsáno jako „protokol decentralizované sociální sítě“, nyní známý jako AT protokol, standard, na kterém byla postavena platforma Bluesky. V roce 2021 se vyčlenila od společnosti Twitter, Inc., najala své první zaměstnance a ve stejném roce byla zapsána jako nezávislá, veřejně prospěšná společnost.

Nárůst celkového počtu uživatelů Bluesky od května 2023 z přibližně 55 000 na více než 1,8 milionu v listopadu 2023

## Historie
V únoru 2023 byla vydána aplikace pro iOS, o dva měsíce později, v dubnu 2023 pro Android. V té době měla sociální síť Bluesky kolem 50 tisíc uživatelů. V září 2023 překonala 1 milion registrovaných uživatelů, v listopadu téhož roku jejich počet přesáhl 2 miliony a to i přesto, že služba stále zachovávala svůj původní systém registrace přes pozvánky od stávajících uživatelů, nebo zapsáním na čekací listinu, pro udržení kontrolovaného tempa růstu jejích nových členů.
V polovině února 2024 byl systém pozvánek ukončen a registrace je již možná i bez nich. V září 2024 přesáhl počet uživatelů Bluesky devět milionů. Napomohl tomu zákaz sítě X v Brazílii. Její uživatelé se začali masově stěhovat právě na Bluesky.

### AT Protokol
V květnu 2022 společnost Bluesky představila první veřejnou verzi zdrojového kódu svého distribuovaného sociálního síťového protokolu pod názvem Autentizovaný datový experiment (anglicky Authenticated Data Experiment, zkratka ADX), který byl později přejmenován na Autentizovaný přenosový protokol (anglicky Authenticated Transfer Protocol, zkráceně AT Protokol), a uvedla ji pod licencí MIT, aby zajistila veřejnou viditelnost procesu vývoje.
AT Protokol se stal základem nového typu tzv. federativní sociální sítě, pro kterou je charakteristická existence více decentralizovaných serverů, které mezi sebou dokážou komunikovat a zajišťovat interakci v dané síti, na rozdíl od systémů s jedním centrálním serverem společnosti obsluhující celou sociální síť (např. síť X). Uživatelé decentralizované sociální sítě mají možnost výběru poskytovatele nebo si mohou sami hostovat své síťové služby. AT protokol také umožňuje přenositelnost účtů mezi jednotlivými poskytovateli bez ztráty dat nebo volbu algoritmů pro výběr obsahu, který v síti uvidí, nebo lidí, se kterými chtějí komunikovat.